# Reagrupamento Nacional
Rassemblement National (em português: "Reagrupamento Nacional", ou "Reunião Nacional"), até 1º de junho de 2018,quando foi denominado Front National (em português: "Frente Nacional"), é um partido político francês de extrema-direita e de caráter protecionista, conservador e nacionalista. Foi fundado em 1972 com o intuito de unificar as várias correntes nacionalistas da época. Jean-Marie Le Pen foi o primeiro líder do partido e sua figura central até sua renúncia em 2011. A atual líder da FN é Marine Le Pen, sua filha. Apesar de ter passado por momentos difíceis enquanto força marginal da política francesa em seus dez primeiros anos, em 1984 a FN se consolidou como a principal força do nacionalismo de direita na França. A FN se estabeleceu como o terceiro maior partido do país, atrás apenas da União por um Movimento Popular (UMP) e do Partido Socialista (PS).
A eleição presidencial francesa de 2002 foi a primeira da história a incluir um candidato de direita no segundo turno, uma vez que Le Pen obteve mais votos que o candidato socialista no primeiro turno. No entanto, Le Pen terminou a disputa a uma distância considerável de Jacques Chirac no segundo turno. Devido ao sistema eleitoral francês, a representação do partido em cargos públicos tem sido limitada, apesar deste obter parcela significativa dos votos.
Suas principais políticas incluem o protecionismo econômico e a tolerância zero à criminalidade e à imigração. Desde a década de 1990, sua posição em relação à União Europeia se tornou fortemente cética. A oposição do partido à imigração se foca nos imigrantes não-europeus, e inclui o apoio à deportação de imigrantes ilegais, criminosos e desempregados; sua política, no entanto, se encontra mais moderada hoje em dia do que nos anos 1990.

## Origens
A FN nasceu de uma tradição de direita na França que remonta à Revolução Francesa de 1789, sendo que o partido nega tanto a revolução quanto o legado desta. Um dos grupos progenitores do partido foi a Action Française, fundada no final do século XIX como herdeira do Restauration Nationale, grupo monarquista que apoiava a reivindicação do conde de Paris ao trono francês. O partido tem suas origens também no pujadismo da década de 1950, que começou como um movimento anti-impostos sem relação alguma com a direita; ele incluía entre seus membros, no entanto, parlamentares "proto-nacionalistas" como Jean-Marie Le Pen.
Outro acontecimento que faz parte do contexto histórico que possibilitou o surgimento do partido é a Guerra da Argélia; muitos frontistes, incluindo o próprio Le Pen, estiveram diretamente envolvidos na Guerra e a direita mostrou-se decepcionada com o então presidente Charles de Gaulle após este ter decidido abandonar sua promessa de manter o então departamento da Argélia sob o domínio francês. Na eleição presidencial de 1965, Le Pen tentou, sem sucesso, consolidar o voto da direita no candidato independente Jean-Louis Tixier-Vignancour. Durante o final dos anos 1960 e início dos 1970, a direita francesa encontrava-se dividida em diversos grupos pequenos, tais como o Occident, o Groupe Union Défense (GUD) e a Ordre Nouveau (ON).

## História

### Anos iniciais (1972-1981)
A ON havia competido em algumas eleições locais a partir de 1970. No seu segundo congresso, em junho de 1972, o grupo decidiu estabelecer um novo partido político para concorrer nas eleições legislativas de 1973. O partido foi oficialmente lançado em 5 de outubro de 1972 com o nome de Frente Nacional pela União Francesa (Front National pour l'unité française). Para criar um movimento amplo, a ON baseou o novo partido (assim como já havia tentado se basear) no modelo organizacional do Movimento Social Italiano (MSI) que, à época, parecia estabelecer uma ampla coligação para a direita italiana. A FN adotou uma versão da chama tricolor do MSI como seu logotipo oficial. O partido queria unir as várias correntes da direita francesa e inicialmente juntou o grupo nacionalista de Le Pen, o Partido da União Francesa de Roger Holeindre, o movimento Justiça e Liberdade de Georges Bidault, ex-pujadistas, veteranos da Guerra da Argélia, monarquistas, entre outros. Le Pen foi escolhido como primeiro presidente do partido, uma vez que ele não possuía a imagem pública militante da ON e era uma figura relativamente moderada dentro do movimento de direita.
Formado especificamente para disputar as eleições de 1973, o partido obteve um resultado desastroso naquele pleito, conseguindo apenas 0,5% dos votos na França, sendo que Le Pen obteve meros 5% em seu distrito eleitoral em Paris. A retórica utilizada durante a campanha evocava velhos temas da direita, sendo pouco atraente para o eleitorado da época. Além disso, o programa oficial da FN era relativamente moderado, diferenciando-se pouco da direita gaullista consolidada no poder. Le Pen buscou a "fusão total" das correntes do partido, alertando os militantes contra o ativismo bruto. Os elementos mais radicais da ON não se deixaram persuadir, voltando ao ativismo duro que lhes traria o banimento mais tarde naquele mesmo ano. Le Pen logo se tornou o líder indiscutível do partido, embora isso tenha levado à saída de muitos membros proeminentes e grande parte de sua militância.
Na eleição presidencial de 1974, Le Pen não logrou êxito em achar um tema mobilizador para sua campanha. Muitas de suas bandeiras, como o anticomunismo, já eram defendidas pela direita consolidada no poder. Outras bandeiras da FN incluíam o aumento da taxa de natalidade, a redução da imigração (embora não de maneira tão enfática quanto nos anos seguintes), a criação de um exército profissional, a revogação dos Acordos de Évian (que garantiram a independência da Argélia e o fim da Guerra) e a criação de uma "renascença francesa e europeia". Apesar de ser o único candidato nacionalista, ele não conseguiu ganhar o apoio de uma direita unida, já que os diversos grupos do segmento ou apoiaram outros candidatos ou defenderam o abstencionismo. A campanha perdeu mais apoio quando a Liga Comunista Revolucionária publicou uma denúncia sobre o suposto envolvimento de Le Pen na tortura de prisioneiros políticos na Argélia. Em sua primeira eleição presidencial, Le Pen obteve apenas 0,8% dos votos.

#### Rivalidade com o PFN
Após as eleições de 1974, a FN viu o surgimento do Partido das Forças Novas (Parti des forces nouvelles - PFN), fundado por dissidentes da FN (em sua maioria da ON). A competição enfraqueceu ambos os partidos durante o final da década de 1970. Durante a mesma época, a FN ganhou diversos grupos de novos apoiadores, incluindo François Duprat e seus "revolucionários nacionalistas", Jean-Pierre Stirbois e seus "solidaristas", a Nouvelle Droite e Bernard Anthony. Após a morte de Duprat num ataque a bomba, os revolucionários nacionalistas deixaram o partido; Stirbois virou vice de Le Pen e seu grupo tirou os neofascistas da liderança do partido. A direita como um todo foi marginalizada nas eleições legislativas de 1978, apesar de o PFN ter se saído melhor que a FN. Durante as primeiras eleições para o Parlamento Europeu, em 1979, o PFN integrou um grupo que tentou construir uma aliança continental de partidos de direita e, por fim, foi o único dos dois partidos a disputar as eleições. O PFN lançou Jean-Louis Tixier-Vignancour como seu candidato principal, enquanto Le Pen pediu aos eleitores que se abstivessem.
Durante a eleição presidencial de 1981, tanto Le Pen quanto Pascal Gauchon do PFN declararam que se candidatariam. No entanto, uma mudança nas exigências de apoio por funcionários públicos eleitos foi adotada, o que deixou Le Pen e Gauchon incapazes de obter o apoio necessário para que pudessem concorrer. A eleição foi vencida por François Mitterrand do Partido Socialista (PS), levando a esquerda ao poder pela primeira vez na história da Quinta República; ele dissolveu a Assembleia Nacional e convocou novas eleições legislativas. O PS atingiu seu melhor resultado nesse pleito, conquistando a maioria absoluta dos assentos. Essa "tomada do poder pelos socialistas" levou a uma radicalização dos eleitores de centro-direita, anticomunistas e antissocialistas. Com apenas três semanas para preparar sua campanha, a FN lançou um número limitado de candidatos e obteve apenas 0,2% dos votos. O PFN se saiu ainda pior, sendo que essa eleição marcou o fim efetivo do partido enquanto força competitiva no cenário político francês.

### Avanço eleitoral (1982–1988)

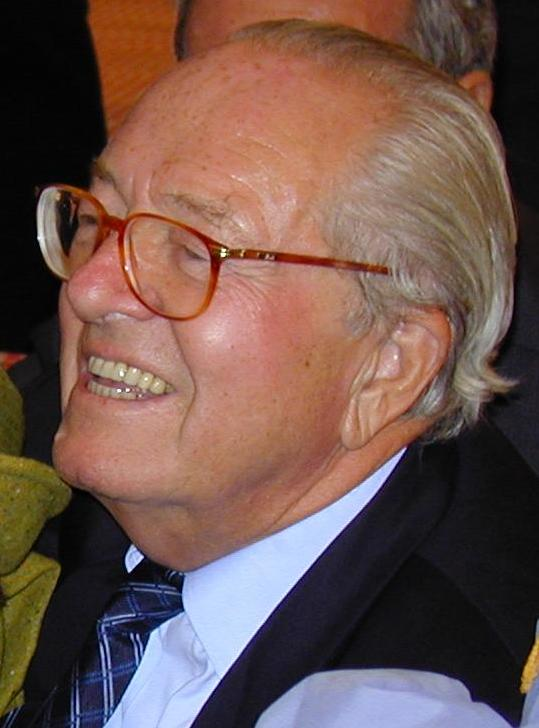
Jean-Marie Le Pen (2001), líder da FN por quase quarenta anos.

Apesar do sistema partidário francês ter sido dominado pela polarização e competição entre duas alternativas ideologicamente claras na década de 1970, os dois grupos caminharam para o centro durante a primeira metade da década de 1980. Isso levou muitos eleitores a perceber os grupos como mais ou menos iguais, o que os levou a buscarem novas alternativas políticas. Em outubro de 1982, Le Pen apoiava a possibilidade de acordos com a direita tradicional, uma vez que a FN não precisaria abrandar suas posições em temas-chave. Nas eleições municipais de 1983, o direitista Reagrupamento para a República (RPR) e a centrista União pela Democracia Francesa (UDF) forjaram alianças com a FN em algumas cidades. O resultado mais notável ocorreu no 20º arrondissement de Paris, onde Le Pen foi eleito para o conselho local com 11% dos votos. Eleições suplementares mantiveram a atenção da mídia no partido, que foi pela primeira vez considerado um elemento viável da direita. Na eleição suplementar de Dreux, em outubro de 1983, a FN obteve 17% dos votos. Com a possibilidade de derrotar a esquerda, o RPR e a UDF locais concordaram em formar uma aliança com a FN no segundo turno, do qual saíram vitoriosos com 55% dos votos. Os eventos em Dreux foram um fator monumental para o crescimento da FN.
Le Pen protestou contra o boicote da mídia a seu partido em cartas enviadas ao presidente Mitterrand em 1982. Após algumas trocas de cartas, o presidente instruiu os diretores das principais emissoras de televisão a dar cobertura equitativa à FN. Em janeiro de 1984, o partido fez sua primeira aparição numa pesquisa mensal de popularidade política, na qual 9% dos entrevistados disseram ter uma "opinião positiva" da FN. No mês seguinte, Le Pen foi convidado pela primeira vez para participar de um programa de entrevistas do horário nobre; mais tarde, ele se referiu ao programa como "a hora que mudou tudo". A eleição europeia de junho de 1984 veio como uma surpresa para o partido, uma vez que a FN obteve 11% dos votos e dez assentos. A eleição usou o sistema de representação proporcional e teve pouco destaque na mídia, fatores que agiram em favor da FN. A FN fez incursões em círculos eleitorais tanto da direita quanto da esquerda e terminou em segundo lugar em uma série de cidades. Enquanto vários socialistas inflaram o partido com o intuito de dividir a direita, Mitterrand mais tarde admitiu ter subestimado Le Pen. Em julho, 17% dos entrevistados diziam ter uma opinião favorável à FN.
No início da década de 1980, a FN trazia um mosaico de tendências ideológicas, tendo atraído figuras antes resistentes ao partido. O partido conseguiu apoiadores da direita estabelecida, incluindo dirigentes de primeiro escalão do RPR, da UDF e do Centro Nacional dos Independentes e Camponeses (Centre National des Indépendants et Paysans - CNI). Nas eleições europeias de 1984, onze dos 81 candidatos da FN eram saídos desses partidos e sua lista também incluía um árabe e um judeu (nas últimas posições).
Nas eleições legislativas de 1986, a FN se beneficiou de um novo sistema de representação proporcional imposto por Mitterrand com o intuito de amenizar a previsível derrota do PS. No pleito, a FN obteve 9,8% dos votos e 35 assentos na Assembleia Nacional. Muitos de seus assentos seriam ocupados por uma geração de operadores políticos respeitáveis, os notables, que entraram no partido após seu sucesso em 1984. No entanto, o RPR obteve a maioria dos assentos em coalizão com partidos menores de centro-direita, conseguindo evitar uma aliança com a FN. Apesar de sua incapacidade de exercer qualquer influência política real, o partido conseguiu projetar uma imagem de legitimidade política. O tempo do partido na Assembleia Nacional chegou ao fim quando o primeiro-ministro eleito em 1986, Jacques Chirac, reinstaurou o sistema majoritário em dois turnos para a eleição seguinte. Na eleição regional do mesmo 16 de março de 1986, a FN obteve 137 assentos, com representantes em 21 dos 22 conselhos regionais da França. O RPR dependeu do apoio da FN para ganhar a presidência de alguns conselhos regionais, sendo que membros da FN obtiveram a vice-presidência em quatro regiões.

### Consolidação (1988-1995)
A campanha de Le Pen à presidência começou de maneira não-oficial nos meses seguintes à eleição de 1986. Com o intuito de provar suas credenciais de estadista, ele realizou viagens pelo sudeste asiático, pelos Estados Unidos e pela África. A coordenação da campanha, oficialmente lançada em abril de 1987, foi confiada a Bruno Mégret, um dos notables. Junto com sua comitiva, Le Pen atravessou a França no período e, ajudado por Mégret, embarcou numa campanha aos moldes estadunidenses. A campanha presidencial de Le Pen foi um sucesso; nenhum candidato conseguiu rivalizar com sua habilidade de animar a plateia em comícios e de aumentar a audiência das emissoras ao aparecer na televisão. Utilizando um tom populista, Le Pen se apresentou aos eleitores como um representante do povo contra "a gangue dos quatro" (RPR, UDF, PS e PCF), enquanto o tema central de sua campanha era a "preferência nacional". Le Pen obteve impressionantes 14,4% dos votos na eleição presidencial de 1988, o dobro dos votos populares que a FN obteve nas eleições europeias de 1984.
Enquanto as eleições legislativas de 1988 marcaram a volta do sistema majoritário em dois turnos, a FN também se viu prejudicada pelo tempo limitado para fazer campanha e pela saída de vários notables do partido. No pleito, o partido manteve os 9,8% dos votos que obteve na eleição legislativa anterior, mas viu sua representação na Assembleia Nacional ser reduzida para apenas um único assento. Após algumas declarações antissemitas feitas por Le Pen e pelo jornal da FN, o National Hebdo no final da década de 1980, alguns políticos influentes deixaram o partido. Outras divergências acabaram por deixar o partido sem seu único deputado. Em novembro de 1988, o secretário-geral da FN, Jean-Pierre Stirbois que, junto com sua esposa Marie-France, havia sido fundamental para os primeiros sucessos eleitorais do partido, morreu num acidente de carro, deixando a Bruno Mégret o posto de líder de facto da agremiação. A FN obteve apenas 5% dos votos nas eleições cantonais de 1988, enquanto o RPR anunciou que rejeitaria qualquer aliança com o partido, inclusive a nível local. Nas eleições europeias de 1989, a FN manteve seus dez assentos, conquistando 11,7% dos votos.
Frente ao sucesso eleitoral da FN, o debate sobre a imigração com preocupações crescentes sobre o fundamentalismo islâmico se intensificou, principalmente após a fatwa lançada contra o escritor Salman Rushdie pelo Aiatolá Khomeini e pelo affaire du foulard (escândalo causado pela suspensão de três alunas que se recusaram a remover seus véus na sala de aula), o primeiro grande teste na relação entre os valores da República francesa e o islã. Após o incidente, as pesquisas indicavam que a opinião pública francesa era amplamente contrária ao islã. Numa eleição suplementar realizada em Dreux em 1989, a candidata da FN à Assembleia Nacional, Marie-France Stirbois – fazendo campanha com uma plataforma anti-islâmica – levou o partido de volta à instituição máxima do poder legislativo francês. No início da década de 1990, alguns políticos tradicionais começaram a empregar uma retórica anti-imigração. No primeiro turno das eleições legislativas de 1993, a FN subiu para 12,7% dos votos, mas não conquistou um único assento na Assembleia Nacional devido à natureza do sistema eleitoral (se a eleição tivesse sido disputada através do sistema de representação proporcional, o partido teria conquistado 64 assentos). Na eleição presidencial de 1995, Le Pen subiu para 15% dos votos.

#### Eleições municipais de 1995
A FN conquistou a maioria absoluta dos votos – e, portanto, a prefeitura – em três cidades nas eleições municipais de 1995: Toulon, Marignane e Orange. O partido havia conquistado apenas uma prefeitura antes disso, na pequena cidade de Saint-Gilles-du-Gard em 1989. Le Pen declarou, à ocasião, que se partido implementaria sua política de "preferência nacional", mesmo com o risco de provocar o governo central e as leis da República. A FN colocou em prática políticas intervencionistas em relação ao complexo cultural das cidades, influenciando em eventos artísticos, na programação de cinemas e no acervo de bibliotecas, assim como cortou ou segurou o repasse de verbas para associações multiculturais. O partido venceu uma eleição suplementar em Vitrolles em 1997, adquirindo o controle de uma quarta cidade, onde políticas similares foram implementadas. A nova prefeita de Vitrolles, Catherine Mégret (que concorreu no lugar de seu esposo Bruno), introduziu uma pensão de 5.000 francos para bebês que tivessem ao menos um pai de nacionalidade francesa (ou de algum dos países-membros da UE). A medida foi considerada inconstitucional por um tribunal, que condenou a prefeita a uma sentença de prisão suspensa, ao pagamento de uma multa e a um banimento de dois anos de cargos públicos.

### Confusão e cisão do MNR (1997-2002)

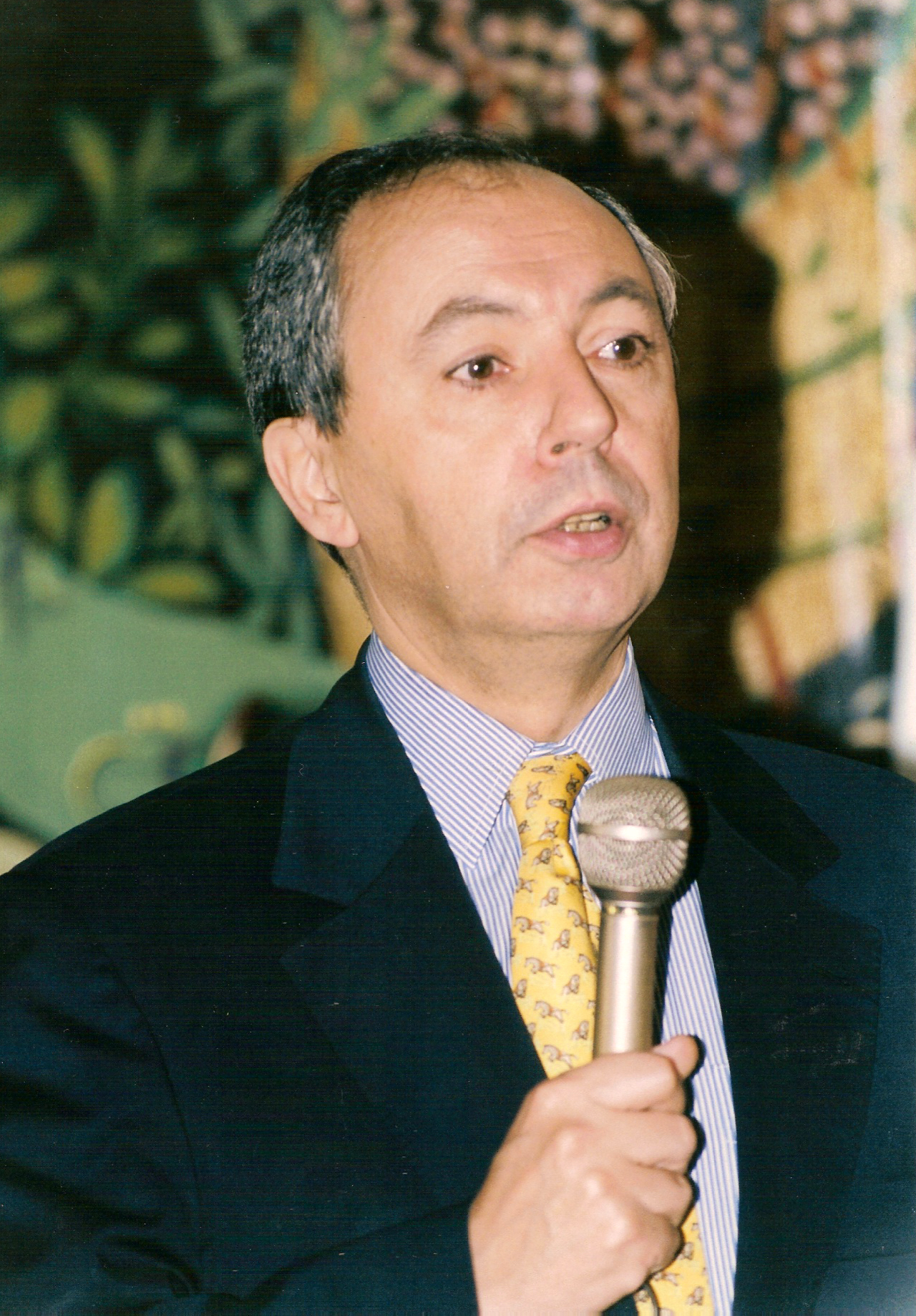
Bruno Mégret e seu grupo deixaram a FN em 1999 para formar o MNR.

Nas eleições legislativas de 1997, a FN obteve seu melhor resultado da história, com 15,3% dos votos na França Metropolitana, confirmando sua posição como terceira força política mais importante da França. Também demonstrou que o partido havia se estabelecido o suficiente ao ponto de competir sem seu líder, uma vez que Le Pen decidiu não concorrer para se focar na eleição presidencial de 2002. Apesar de ter ganho apenas um assento na Assembleia Nacional, a FN avançou para o segundo turno em 132 distritos eleitorais. No entanto, a FN estava indiscutivelmente mais influente do que em 1986, quando conquistou 35 assentos. Enquanto Bruno Mégret e Bruno Gollnisch defenderam, numa exibição incomum de dissidência, a cooperação tática com a centro-direita enfraquecida pela vitória da esquerda, Le Pen rejeitou qualquer compromisso do tipo. No décimo congresso nacional da FN, em 1997, Mégret intensificou sua posição no partido de estrela em ascensão e líder em potencial. Le Pen, no entanto, se recusou a indicar Mégret como seu sucessor, colocando sua esposa Jany como líder da lista da FN para as próximas eleições europeias.
Mégret e seu grupo deixaram a FN em janeiro de 1999 e fundaram o Movimento Nacional Republicano (Mouvement National Républicain - MNR), efetivamente dividindo a FN pela metade na maioria dos níveis. Muitos dos políticos que entraram para o MNR haviam entrado na FN na metade da década de 1980, como parte do movimento conhecido como Nouvelle Droite, que tinha a visão de construir pontes para a direita parlamentar. Muitos deles foram influentes em intelectualizar as políticas da FN em temas como imigração, identidade nacional e "preferência nacional". O apoio a ambos os partidos foi quase igual nas eleições europeias de 1999; a FN obteve sua porcentagem mais baixa desde 1984 (5,7% dos votos) e o MNR obteve 3,3%. Os efeitos da cisão e a concorrência de nacionalistas mais moderados fizeram com que a votação combinada dos dois partidos fosse inferior ao resultado da FN em 1984.

### Eleições presidenciais de 2002

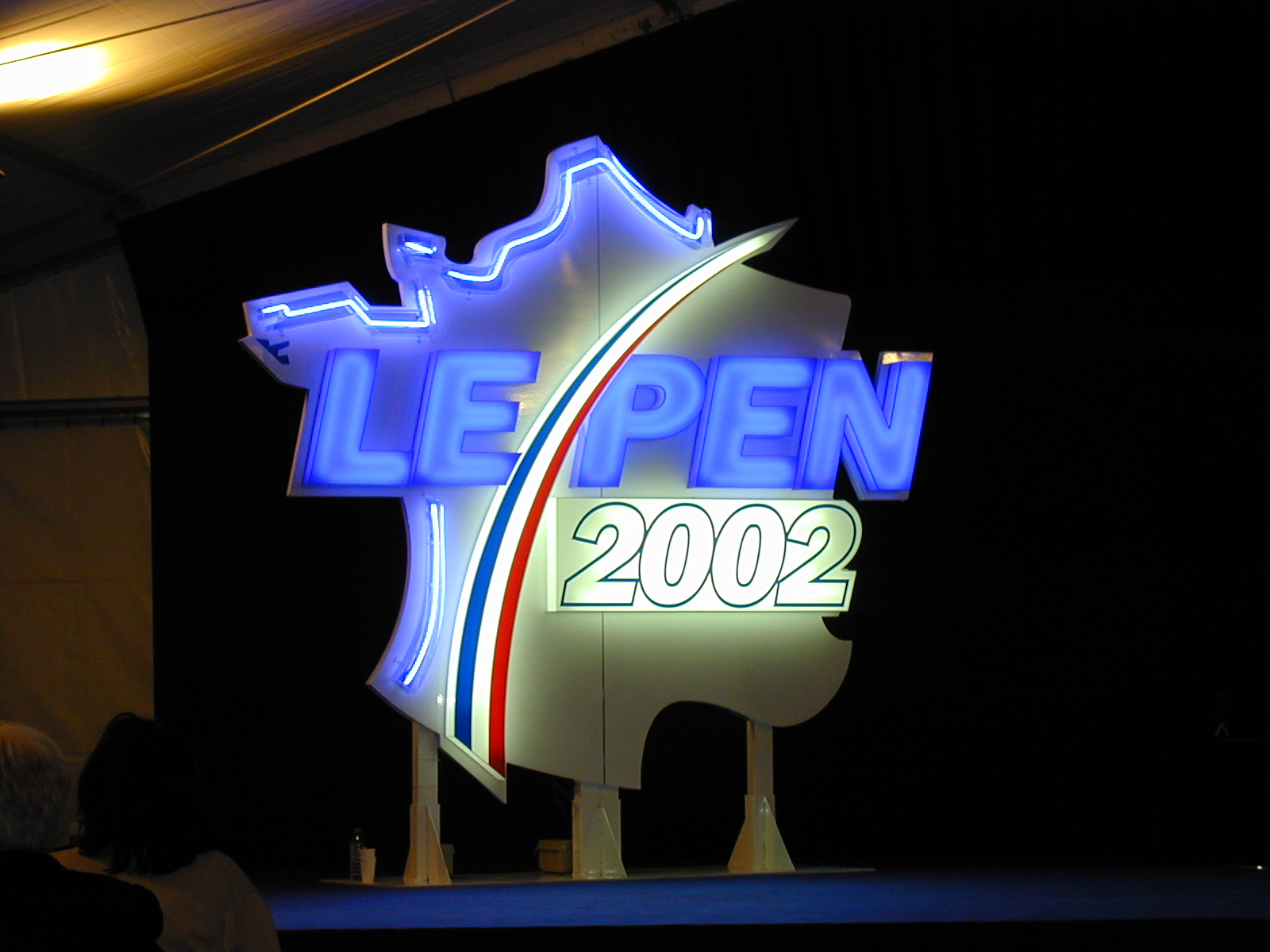
Logotipo da campanha presidencial de Le Pen em 2002.

Durante a campanha para a eleição presidencial de 2002, as pesquisas de opinião previram um segundo turno entre o presidente Chirac e o primeiro-ministro socialista Lionel Jospin. Assim sendo, o choque foi grande quando Le Pen inesperadamente superou Jospin (por uma margem de 0,7%) no primeiro turno. Isto resultou na primeira disputa presidencial desde 1969 sem um candidato de esquerda e a primeira com um candidato de direita. Para a vantagem de Le Pen, a campanha eleitoral se focou cada vez mais em questões de segurança pública, já que foi grande a atenção dada pela mídia a uma série de incidentes violentos. Jospin também foi enfraquecido pela concorrência que enfrentava de um número excepcional de candidatos de esquerda. Chirac, porém, não precisou nem fazer campanha no segundo turno, uma vez que grandes protestos anti-Le Pen da mídia e do público culminaram com uma grande manifestação no Dia do Trabalhador, quando cerca de 1,5 milhões de franceses saíram às ruas contra o candidato da FN. Chirac também se recusou a discutir suas propostas com Le Pen e o tradicional debate televisionado foi cancelado. No final, Chirac venceu a disputa presidencial no segundo turno com um recorde de 82,2% dos votos – 71% dos quais, segundo os institutos de pesquisa, para "impedir Le Pen". Após a performance de Le Pen na eleição de 2002, os principais partidos de centro-direita se fundiram para formar a abrangente União por um Movimento Popular (UMP). Cerca de um mês depois, nas eleições legislativas de 2002, a FN não conseguiu manter o apoio obtido por Le Pen em sua campanha presidencial; o partido obteve apenas 11,3% dos votos. No entanto, a FN obteve mais votos que o MNR de Mégret, que conquistou apenas 1,1% dos votos, apesar de ter inscrito o mesmo número de candidatos.

### Declínio (2002-2011)
Um novo sistema eleitoral, de votação em dois turnos, foi introduzido nas eleições regionais de 2004, em parte como tentativa de conter a influência da FN nos conselhos regionais. A FN obteve 15,1% dos votos na França Metropolitana, quase a mesma quantidade que em 1998, mas seu número de conselheiros foi reduzido quase pela metade devido ao novo sistema eleitoral. Um novo sistema, também mais desfavorável à FN, também foi introduzido nas eleições europeias de 2004. Mesmo assim, o partido reconquistou parte da força que havia perdido em 1999 devido à concorrência do MNR, ganhando 9,8% dos votos e sete assentos no Parlamento Europeu.
Para a eleição presidencial de 2007, Le Pen e Mégret concordaram em unir forças. Le Pen terminou a disputa em quarto lugar, com 10,4% dos votos e a FN não conquistou nenhum assento na eleição legislativa do mesmo ano. Os 4,3% de votos recebidos pelo partido representaram sua pior performance desde a eleição de 1981, sendo que apenas uma de todos seus candidatos, Marine Le Pen, conseguiu avançar para o segundo turno (em Pas-de-Calais, onde foi derrotada pelo deputado socialista). Essas derrotas eleitorais foram, em parte, devido aos problemas financeiros do partido. Le Pen anunciou a venda da sede do partido em Saint-Cloud, assim como de seu próprio carro blindado. Vinte empregados permanentes da FN também foram demitidos em 2008. Nas eleições regionais de 2010, a FN parece ter ressurgido no cenário político após conquistar inesperadamente quase 12% de todos os votos e 118 assentos.

### Marine Le Pen (2011-presente)

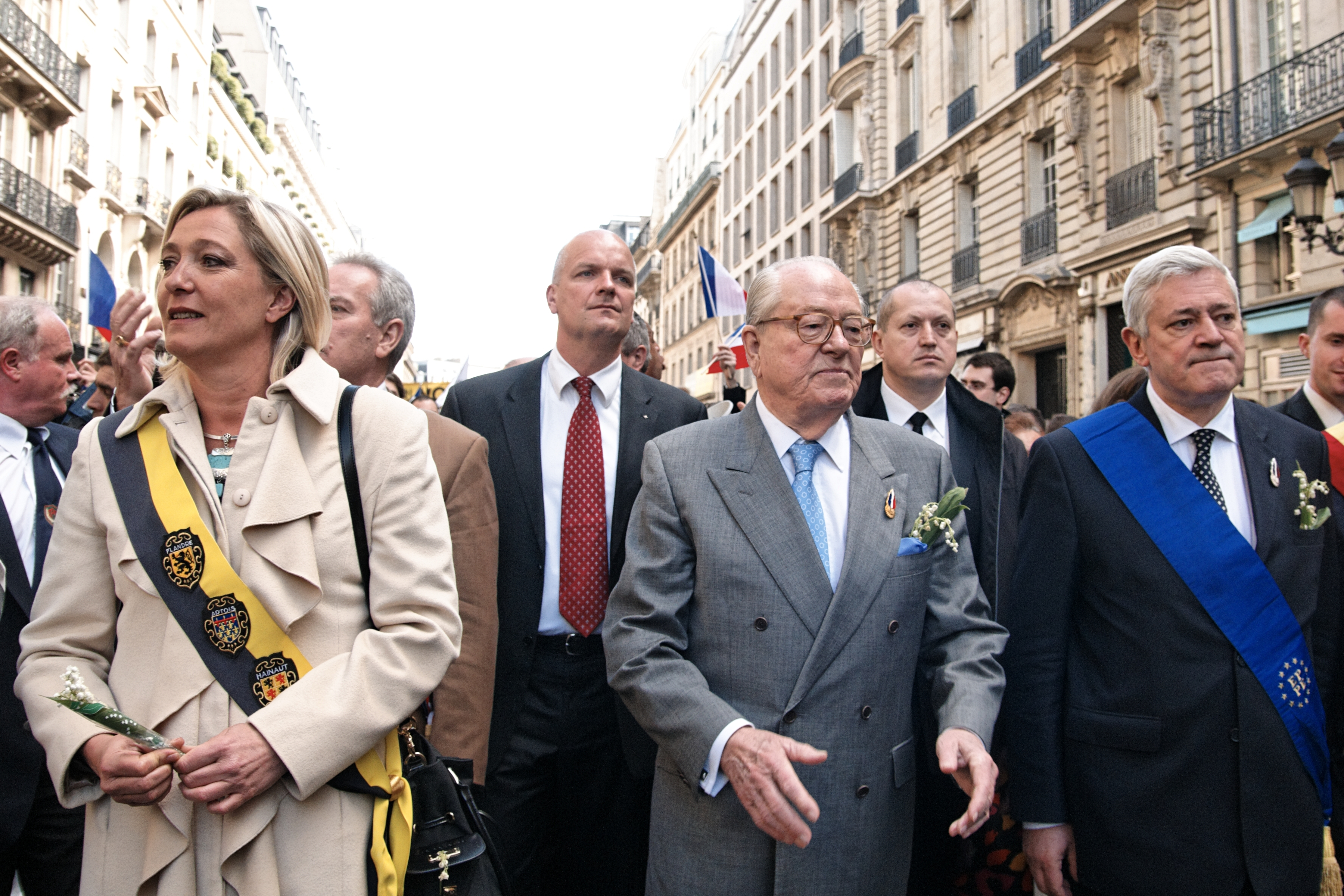
Jean-Marie Le Pen cercado pelos dois candidatos a sua sucessão; sua filha Marine (à esquerda) e Bruno Gollnisch (à direita).

Jean-Marie Le Pen anunciou, em setembro de 2008, que iria se aposentar do cargo de presidente da FN até 2010. Sua filha, Marine Le Pen, e o vice-presidente executivo da FN, Bruno Gollnisch, fizeram campanha à presidência do partido, sendo que a candidatura de Marine foi apoiada pelo pai dela. Em 15 de janeiro de 2011 foi anunciado que Marine havia recebido os dois terços de votos necessários para suceder a seu pai no cargo de líder da FN. Ela buscou transformar a FN num partido grande através da amenização de sua imagem xenófoba. Pesquisas de opinião mostraram que a popularidade do partido aumentou sob a liderança de Marine e, nas eleições cantonais de 2011, a FN obteve 15% dos votos, sendo que no pleito anterior havia conquistado apenas 4,5%. No entanto, devido ao sistema eleitoral francês, o partido conquistou apenas dois dos 2.026 assentos em disputa.
Antes da eleição presidencial de 2012, as pesquisas de opinião mostraram Marine Le Pen como uma candidata forte, com alguns institutos até sugerindo que ela poderia ganhar o primeiro turno do pleito. No entanto, Marine terminou a disputa em terceiro lugar, não avançando ao segundo turno, mas conquistando 17,9% dos votos – melhor resultado da história da FN. Na eleição legislativa realizada no mês seguinte, a FN conquistou dois assentos; Gilbert Collard pelo 2° distrito eleitoral de Gard e Marion Maréchal-Le Pen (neta de Jean-Marie e sobrinha de Marine) pelo 3° distrito de Vaucluse.

Resultados da eleição de 2014 para o Parlamento Europeu. Em cinza os departamentos onde a FN foi o partido mais votado.

Em duas pesquisas recentes para a próxima eleição presidencial francesa, realizadas em abril e maio de 2013, Marine Le Pen aparecia a frente do atual presidente da República, François Hollande e atrás do ex-presidente Nicolas Sarkozy, indicando que, assim como ocorreu em 2002, a esquerda pode ficar novamente de fora do segundo turno de uma eleição presidencial francesa. Em 13 de novembro de 2013, a convite de Geert Wilders, Marine Le Pen anunciou uma aliança de seu partido com o Partido para a Liberdade para as eleições parlamentares europeias de 2014.
Nas eleições municipais de 2014, realizadas em 23 e 30 de março, listas apoiadas pela Frente Nacional conquistaram 7% dos votos nacionais (em 2008 havia sido apenas 0,93%) e doze prefeituras: Beaucaire, Cogolin, Fréjus, Hayange, Hénin-Beaumont, Le Luc, Le Pontet, Mantes-la-Ville, o 7° distrito de Marselha, Villers-Cotterêts, Béziers e Camaret-sur-Aigues. Com a popularidade em alta, o partido conquistou quase 5 milhões de votos nas eleições para o Parlamento Europeu realizadas em 24 e 25 de maio de 2014. Na eleição anterior, em 2009, o partido havia sido o sexto mais votado, obtendo pouco mais de um milhão de votos e três dos 74 assentos aos quais a França tem direito no Parlamento Europeu. Com os resultados recentes, a Frente Nacional se tornou o partido mais votado numa eleição francesa pela primeira vez, conquistando 24 dos 74 assentos em disputa. O resultado do pleito provocou pequenas manifestações estudantis contra a FN em várias cidades da França.
Em 4 de maio de 2015, Jean-Marie Le Pen, fundador e ex-líder do partido, foi suspenso após se recusar a prestar esclarecimentos a um comitê disciplinar partidário quanto a declarações que havia dado afirmando que a utilização de câmaras de gás durante o Holocausto era um "detalhe histórico". Em junho e julho, ele conseguiu, através de decisões da Justiça, cancelar sua suspensão do partido e impedir a realização de uma votação interna que iria rever sua presidência de honra do partido. A FN recorreu de ambas as decisões. Em 29 de julho, o partido decidiu, a despeito da decisão judicial, realizar a votação para suprimir a presidência de honra de Jean-Marie Le Pen, sendo que 94% dos membros da FN se posicionaram a favor da medida. Em agosto de 2015, Jean-Marie Le Pen foi expulso da FN após a realização de um congresso especial do partido. Em 5 de setembro de 2015, o ex-líder da FN lançou o Reagrupamento Azul, Branco e Vermelho para tentar influenciar os rumos da FN. Em dezembro, a Frente Nacional saiu vitoriosa do primeiro turno das eleições regionais, ficando em primeiro lugar em seis das 13 regiões da França. Em Nord-Pas-de-Calais-Picardie, Marine Le Pen obteve 40,6% dos votos no primeiro turno e 42,23% no segundo. Apesar dos bons resultados no primeiro turno, o partido não conseguiu sair vitorioso em nenhuma das regiões no segundo turno.
Em 23 de abril de 2017, no primeiro turno da eleição presidencial,  Marine Le Pen obteve 7,6 milhões de votos (21,3% do total) e conquistou o direito de disputar o segundo turno com o candidato de centro-direita Emmanuel Macron. Havia uma indefinição nas pesquisas sobre quem iria para o segundo turno com Macron, mas Le Pen obteve 465 mil votos a mais do que o terceiro colocado, François Fillon, e 618 mil votos a mais do que o quarto colocado, Jean-Luc Mélenchon. No dia seguinte, ela anunciou que resignaria temporariamente de seu cargo de líder do partido, numa tentativa de unir seu eleitorado. No segundo turno, em 7 de maio, Le Pen obteve 33,9% dos votos contra 66,1% de Macron. Apesar da derrota, ela obteve a maior votação da história da Frente Nacional, com 10,6 milhões de votos. Nas eleições parlamentares, realizadas em dois turnos em junho do mesmo ano, a Frente Nacional recebeu 13,2% dos votos, mantendo o desemprenho de 2012, quando obteve 13,6% dos votos. Apesar da desmobilização dos eleitores da campanha presidencial, no segundo turno o partido obteve cerca de 1,6 milhão de votos (seu melhor desempenho num segundo turno em eleições parlamentares) e elegeu oito deputados. Este foi o maior número de deputados eleitos pela Frente Nacional desde 1988 (um polêmico sistema de representação proporcional foi usado na eleição de 1986 e rendeu à FN 35 deputados). Marine Le Pen foi eleita pela primeira vez para a Assembleia Nacional e Gilbert Collard foi reeleito. Aos 23 anos de idade, Ludovic Pajot se tornou o membro mais novo da atual legislatura.

## Perfil político
A ideologia defendida pelo partido tem sido descrita por acadêmicos como autoritária, nacionalista e populista. A FN mudou consideravelmente desde sua fundação, uma vez que passou a buscar os princípios da modernização e do pragmatismo, adaptando-se a um clima político em mudança constante. Na mesma época, sua mensagem passou a influenciar cada vez mais os partidos políticos tradicionais, apesar de que a FN, ela própria, moveu-se para um pouco mais perto da centro-direita. Embora alguns tenham denunciado suas propostas como "fascistas", as características principais do fascismo histórico (e genérico) encontram-se ausentes do partido.

### Segurança pública
Em 2002, Jean-Marie Le Pen baseou sua campanha no princípio de "tolerância zero" à criminalidade, defendendo penas mais duras, aumento do número de prisões, assim como um referendo sobre a reintrodução da pena de morte. Em seu programa de 2001, o partido ligou o aumento da criminalidade à imigração, definindo a imigração como uma "ameaça mortal para a paz civil na França". Em 2017, Marine Le Pen rescindiu com o tradicional apoio do partido à pena de morte durante o lançamento de sua campanha, dizendo-se a favor da prisão perpétua para os piores crimes. Outra medida vista como uma tentativa de aproximação do partido aos eleitores de centro foi sua oposição à criminalização da prostituição. A Frente Nacional emitiu nota dizendo que a medida iria afetar negativamente a segurança dos profissionais do sexo.

### Imigração
Nos primeiros anos da FN, sua política de imigração era uma questão menor, embora o partido tenha feito apelos pela redução da imigração. A defesa da exclusão de imigrantes não-europeus da sociedade francesa foi trazida para o partido em 1978, com a chegada de Jean-Pierre Stirbois e seu grupo "solidarista". O tema tornou-se importante de modo crescente para o partido a partir da década de 1980. Em artigos recentes da imprensa popular e até acadêmica, o programa do partido tem sido geralmente reduzido à questão única da imigração. O partido opõe-se à imigração, em particular de muçulmanos do Norte da África, da África Ocidental e do Oriente Médio. Em panfleto padronizado enviado para todos os eleitores franceses durante a eleição presidencial de 1995, Le Pen propunha enviar "três milhões de não-europeus" para fora da França através de "meios humanos e dignos". Ao longo dos anos, em especial depois da cisão de 1999, a FN tem cultivado uma imagem mais moderada em assuntos como imigração e islã – pelo menos quando comparada às propostas do MNR de Mégret ou ao Movimento pela França de Philippe de Villiers. O partido não apoia mais a repatriação sistemática de imigrantes legais, apesar de defender a deportação de imigrantes ilegais, criminosos e desempregados.
Desde que assumiu a liderança do partido, em 2011, Marine Le Pen tem se focado principalmente na suposta ameaça contra o sistema de valores seculares da República francesa. Ela tem criticado os muçulmanos pela suposta intenção deles de impor seus próprios valores à França. Após as revoltas nos países árabes iniciadas em 2010, Marine tem feito campanha contra a migração de tunesinos e líbios rumo à Europa. No mesmo ano, ela declarou que o uso do véu por mulheres muçulmanas é "a ponta do iceberg" para a islamização da cultura francesa. Em novembro de 2015, o partido, numa tentativa de amenizar sua imagem, afirmou que seu plano é estabelecer um número de imigrantes que podem entrar na França a cada ano.

### Economia
No final da década de 1970, Le Pen renovou o apelo de seu partido ao romper com a herança anticapitalista do pujadismo. Ao invés disso, ele fez um compromisso inequívoco com o capitalismo, defendendo um programa liberal e antiestatista pró-mercado. Propostas defendidas pelo partido incluíam impostos mais baixos, a redução da intervenção do Estado na economia e o dissolvimento da burocracia. Alguns acadêmicos defendem que o programa de 1978 da FN pode ser considerado como "Reaganita antes de Reagan".
Dos anos 1980 aos 1990, a política econômica do partido deslocou-se do neoliberalismo ao protecionismo. Isto deve ser analisado dentro do contexto de um ambiente internacional em plena mudança, que passava da Guerra Fria à globalização desenfreada. Durante os anos 1980, Le Pen reclamava sobre o alto número de "parasitas sociais", fazendo campanha pela desregulação da economia, pelo corte de impostos e pelo fim do Estado de bem-estar social. Conforme o partido conquistava o apoio dos eleitores mais pobres, passou a defender cada vez mais os programas sociais e o protecionismo econômico. Isto fez parte de sua mudança de seu ex-slogan ("direita social, popular e nacional") para o novo ("nem direita nem esquerda - francês!"). Cada vez mais, o programa econômico do partido tornou-se uma amálgama estranho entre defesa do livre mercado e de políticas assistenciais.
Sob a liderança de Marine Le Pen, a FN tem assumido um viés protecionista mais evidente, enquanto ela tem criticado a globalização e o capitalismo conforme defendido e praticado por certas indústrias. Ela tem sido caracterizada como uma defensora da atuação estatal nos campos da saúde, da educação, dos transportes, do sistema bancário e da energia elétrica.

### Política externa
Dos anos 1980 aos 1990, a política externa do partido mudou de pró-União Europeia para anti-UE. Na campanha de 2002, Le Pen defendeu a saída da França da UE e a reintrodução do franco como moeda nacional. No início dos anos 2000, o partido denunciou os acordos de Schengen, Maastricht e Amsterdã como fundações de "uma entidade supranacional selando o fim da França". Em 2004, o partido criticou a UE como "o último estágio para um governo mundial", vinculando a entidade à teoria conspiratória sobre a Nova Ordem Mundial. A FN também propôs a quebra de todos os acordos anteriores, desde o Tratado de Roma, apesar de ter voltado a apoiar o euro como forma de se opôr ao dólar estadunidense. Além disso, o partido se opôs à adesão da Turquia à União Europeia. A FN também foi um dos partidos que encabeçaram a rejeição francesa à Constituição Europeia. Em outras questões, Le Pen foi contra ambas as invasões do Iraque lideradas pelos Estados Unidos. Le Pen visitou Saddam Hussein em Bagdá em 1990, e o considerava um amigo pessoal.
Sob a liderança de Marine Le Pen, a FN continuou defendendo a saída da França da zona do euro (assim como a saída de outros países cuja economia encontra-se em retração, como a Espanha, a Grécia e Portugal). Ela também defende a reintrodução de uma fronteira alfandegária e fez campanha contra a concessão de cidadania múltipla. Durante a crise na Costa do Marfim de 2010–2011 e a guerra civil na Líbia em 2011 ela se opôs ao envolvimento militar da França. Ela tentou melhorar a imagem do partido com relação a Israel, ao afirmar que Israel tem o direito de se defender do terrorismo e criticar o Irã.

#### Rússia e Ucrânia
De maneira polêmica, Marine Le Pen descreveu o presidente russo Vladimir Putin como "defensor da herança cristã da civilização europeia". A Frente Nacional considera que a Ucrânia foi subjugada pelos Estados Unidos através da crise política e tem denunciado o aumento do sentimento russofóbico na Europa Oriental como expressão da submissão da região aos interesses da União Europeia e da OTAN. Marine Le Pen é crítica das sanções aplicadas pela comunidade internacional contra a Rússia: "os países europeus deveriam buscar uma solução diplomática ao invés de fazer ameaças que podem levar a um agravamento". Ela defende que os Estados Unidos estão liderando uma nova guerra fria contra a Rússia e vê como solução para a paz na Ucrânia uma reorganização do país numa espécie de federação que permitiria a cada região obter um grau maior de autonomia. Ela defende que a Ucrânia deva ser autônoma e livre como qualquer outra nação.
Em 2014, Luke Harding escreveu noThe Guardian que os deputados da Frente Nacional no Parlamento Europeu formavam um "bloco pró-Rússia". No mesmo ano, o Nouvel Observateur noticiou que o governo russo considera que a Frente Nacional é "capaz de conquistar o poder na França e mudar o curso da história europeia a favor de Moscou". Segundo a mídia francesa, os líderes do partido reúnem-se frequentemente com o embaixador russo em Paris e Marine Le Pen tem feito diversas viagens a Moscou. Em maio de 2015, um dos assessores dela, Emmanuel Leroy, participou de um evento na região autônoma de Donetsk, comemorando um ano da independência da auto-proclamada República Popular de Donetsk por forças pró-Moscou.

## Controvérsias

### Holocausto e judeus
Marine e Jean-Marie Le Pen tem visões diferentes sobre o Holocausto e os judeus. Em 2005, Jean-Marie Le Pen declarou à revista semanal de extrema-direita Rivarol que a ocupação alemã da França "não foi particularmente desumana, mesmo que houvesse alguns erros inevitáveis em um país de 544 mil quilômetros quadrados"; em 1987, Le-Pen se referiu às câmaras de gás nazistas como "um pequeno detalhe da história da Segunda Guerra Mundial". Ele tem repetido essa frase várias vezes desde então. Em 2004, Bruno Gollnisch disse: "eu não questiono a existência de campos de concentração, mas os historiadores poderiam discutir o número de mortos. Quanto à existência de câmaras de gás, cabe aos historiadores determinarem". Le Pen recebeu algumas multas por suas declarações, enquanto Gollnisch foi declarado inocente pelo tribunal de cassação. A atual líder da FN, Marine Le Pen, se distanciou por um tempo do partido como uma forma de protesto às declarações de seu pai. Ela buscou, durante a eleição presidencial de 2012, se aliar à comunidade judaica da França – a terceira maior do mundo –, numa tentativa clara de obter o voto dos judeus, assim como seu pai havia feito em 1988, quando foi visitar o Congresso Judaico Mundial.
Durante a campanha eleitoral de 2017, no entanto, Marine Le Pen atraiu a ira de organizações judaicas ao negar a participação do Estado francês no episódio conhecido como Rusga do Velódromo de Inverno. À época, ela afirmou que "se há pessoas responsáveis, são aquelas que estavam no poder na época e não a França". Após ser acusada de revisionismo histórico por organizações judaicas, a então candidata lançou uma nota afirmando que "como Charles de Gaulle e François Mitterrand, considero que a França e a República estavam exiladas em Londres durante a ocupação". Após afirmar que o governo colaboracionista "não era a França", ela afirmou que "isso não exonera a responsabilidade pessoal daqueles franceses que exerceram papel na rusga do Velódromo de Inverno e em todas as atrocidades cometidas naquele período". Para ela, seus oponentes políticos exploraram seu comentário de maneira vergonhosa. Em 1994, Mitterand,de maneira controversa, negou a responsabilidade do governo francês sobre o episódio, afirmando que "a República não tem nada a ver com isso; a França não é responsável".
No segundo turno, após Marine Le Pen abdicar temporariamente do cargo de presidente da Frente Nacional para unificar seu eleitorado, o presidente interino do partido escolhido por ela foi acusado de antissemitismo. Foi descoberta uma entrevista do ano 2000 na qual Jean-François Jalkh havia dito que Zyklon B, o gás usado para matar milhões de judeus durante o Holocausto, seria impossível de usar em larga escala. Na entrevista, ele afirma não ser negacionista, mas afirma ler as obras de Robert Faurisson, ex-professor da Universidade de Lyon, condenado por incitar ódio e fonte frequente de grupos de extrema-direita. Jalkh também teria participado de uma cerimônia em memória a Philippe Pétain, líder do governo da ocupação alemã. Ele negou ter dado a entrevista em questão, mas a repórter que o entrevistou afirmou ter os registros da conversa. Marine Le Pen afirmou que se tratava de uma "difamação" contra ele. Apesar disso, Jalkh concordou em renunciar à liderança do partido a favor de Steeve Briois, prefeito de Hénin-Beaumont. A direção do partido temia que os supostos comentários de Jalkh influenciassem negativamente a campanha de Marine Le Pen.
Entrevistada pelo jornal israelense Haaretz sobre o fato de que seus colegas de ideologia haviam forjado aliança e visitado grupos de colonos israelenses, Marine Le Pen afirmou que "a preocupação mútua com o Islã radical explica essa parceria, mas é possível que por trás disso esteja a necessidade dos visitantes europeus de mudarem sua imagem em seus países". Ela afirmou não entender a necessidade de continuar desenvolvendo as colônias israelenses, dizendo considerá-las "um erro político" enfatizando que deve-se ter o direito de criticar a política do Estado de Israel sem ser chamada de antissemita. A despeito das declarações polêmicas de seu pai enquanto era líder do partido, Marine afirmou que "a Frente Nacional sempre foi sionista e sempre defendeu o direito de Israel existir". Ela também se opôs à migração de judeus franceses para Israel como respostas aos atentados terroristas na França, afirmando que "os judeus da França são franceses, eles estão em casa aqui e eles devem ficar aqui e não imigrar. O país é obrigado a desenvolver soluções para o aparecimento do radicalismo islâmico em regiões problemáticas".

### Empréstimo de banco russo
Em novembro de 2014, Marine Le Pen confirmou que seu partido havia recebido um empréstimo de nove milhões de euros do First Czech Russian Bank (FCRB) em Moscou. Líderes da FN informaram ao portal Mediapart que esta era a primeira parcela de um empréstimo de quarenta milhões de euro, algo que Marine Le Pen negou. Segundo o jornal The Independent, o empréstimo mostra "a tentativa de Moscou de influenciar a política interna da União Europeia". Reinhard Bütikofer escreveu na Deutsche Welle que "é incrível que um partido político do local de nascimento da liberdade possa ser financiado pela esfera de Putin, o maior inimigo europeu da democracia". Marine Le Pen argumentou que não era uma doação do governo russo, e sim um empréstimo de um banco privado russo; segundo ela, nenhum banco francês quis dar um empréstimo ao partido. O empréstimo, segundo ela, seria para o financiamento de campanhas eleitorais futuras e seria pago progressivamente. Ela revelou todas as cartas de rejeição que recebeu de bancos franceses a seus pedidos de empréstimo. Desde então, ela tem insistido que se um banco francês concordasse em lhe dar um empréstimo, ela rescindiria o contrato com o FCBR. Marine Le Pen acusou os bancos de estarem conspirando com o governo francês contra o partido. Em abril de 2015, no entanto, um grupo de hackers russos publicaram emails de Timur Prokopenko, membro do governo de Putin, para Konstantin Rykov, ex-membro do Duma, discutindo apoio financeiro para a Frente Nacional em troca do apoio desta à anexação da Crimeia pela Rússia.

## Relações internacionais
Desde 1984, a FN fez parte de diversos grupos no Parlamento Europeu. O primeiro deles foi o Grupo das Direitas Europeias, que ajudou a fundar, junto com o Movimento Social Italiano (MSI) e a União Política Nacional (EPEN) grega, e do qual era o maior partido. Após a eleição de 1989, a FN se juntou aos Republicanos (REP) alemães e ao Bloco Flamengo (VB) da Bélgica no Grupo Técnico das Direitas Europeias; o MSI, partido que serviu como fonte de inspiração para a criação da FN, se recusou a forjar uma aliança com os alemães. Conforme evoluía para formar a Aliança Nacional, o MSI optou por distanciar-se da FN. De 1999 a 2001, a FN fez parte, ao lado do BV e de pequenos partidos italianos, do heterogêneo Grupo Técnico dos Independentes. Em 2007, fez parte do Grupo Identidade, Tradição, Soberania, de curta existência. Atualmente, a FN faz parte do grupo Europa das Nações e das Liberdades.
O partido também tem sido ativo na criação de confederações extra-parlamentares. Em 1997, durante o congresso nacional da FN, o partido criou o grupo Euronat, uma rede formada por vários partidos europeus de direita. Após a FN falhar nas suas tentativas de formar um grupo sólido no Parlamente Europeu, Le Pen buscou, na metade da década de 1990, iniciar contatos com outros partidos de direita, principalmente em países não pertencentes à UE. A FN obteve o apoio de vários partidos da Europa central e oriental, e Le Pen chegou até mesmo a visitar a sede do Partido do Bem-Estar (Refah Partisi) turco. O Partido da Liberdade da Áustria (FPÖ) se recusou a criar laços com a FN, uma vez que Jörg Haider procurava se distanciar de Le Pen, mais tarde tentando construir um outro grupo de partidos de direita. Desde 2009, membros da FN fazem parte da Aliança dos Movimentos Nacionais Europeus (AMNE). Em 2010, membros da FN, junto com membros de outros partidos europeus de direita, visitaram o movimento Issuikai e o Santuário Yasukuni no Japão.
Numa conferência em 2011, os dois novos líderes da FN e do FPÖ anunciaram laços de cooperação entre os dois partidos. Em oposição a alguns membros da AMNE, Marine Le Pen ingressou na Aliança Europeia para a Liberdade (AEL), uma plataforma soberanista pan-europeia fundada no final de 2010 e reconhecido pelo Parlamento Europeu, em outubro de 2011. A AEL possui membros como Heinz-Christian Strache do FPÖ, Nigel Farage do Partido da Independência do Reino Unido (UKIP), além de membros dos Democratas Suecos e do Vlaams Belang, dentre outros partidos nacionalistas de direita. Em 2015, após os bons resultados da FN na eleição europeia, foi lançado o grupo Europa das Nações e das Liberdades com o FPÖ, a Liga Norte, o Vlaams Belang, a Alternativa para a Alemanha e o Partido para a Liberdade. Mantém ainda laços com os Irmãos de Itália e a Liberdade e Democracia Direta, partidos sem representantes no Parlamento Europeu.
A FN tem contato com alguns membros do Partido Republicano dos Estados Unidos. Durante sua visita aos EUA, em 2011, Marine Le Pen se encontrou com dois deputados estadunidenses: Joe Walsh, representante do estado de Illinois conhecido por sua forte retórica anti-islâmica, e o então pré-candidato a presidência Ron Paul, a quem Le Pen elogiou por defender o padrão-ouro. Em 2017, dois congressistas republicanos, Steve King e Dana Rohrabacher se encontraram com a então candidata à presidência em Paris. Ela também se encontrou com o ex-líder do UK Independence Party Nigel Farage, que anteriormente havia sido um crítico da FN.

## Liderança

### Líderes do partido
- Jean-Marie Le Pen (1972–2011)
- Marine Le Pen (2011–atualidade)

### Secretários-gerais
- Jean-Pierre Stirbois (1981–1988)
- Carl Lang (1988–1995)
- Bruno Gollnisch (1995–2005)
- Louis Aliot (2005–2010)
- Jean-François Jalkh (2010–atualidade)

## Resultados eleitorais

### Eleições presidenciais
| Data | Candidato                | 1ª Volta                 | 1ª Volta                 | 1ª Volta                 | 2ª Volta                 | 2ª Volta                 | 2ª Volta                 |
| Data | Candidato                | CI.                      | Votos                    | %                        | CI.                      | Votos                    | %                        |
| ---- | ------------------------ | ------------------------ | ------------------------ | ------------------------ | ------------------------ | ------------------------ | ------------------------ |
| 1974 | Jean-Marie Le Pen        | 8.º                      | 190 921                  | 0,8 / 100,0              |                          |                          |                          |
| 1981 | Não apresentou candidato | Não apresentou candidato | Não apresentou candidato | Não apresentou candidato | Não apresentou candidato | Não apresentou candidato | Não apresentou candidato |
| 1988 | Jean-Marie Le Pen        | 4.º                      | 4 375 894                | 14,4 / 100,0             |                          |                          |                          |
| 1995 | Jean-Marie Le Pen        | 4.º                      | 4 570 838                | 15,0 / 100,0             |                          |                          |                          |
| 2002 | Jean-Marie Le Pen        | 2.º                      | 4 804 713                | 16,9 / 100,0             | 2.º                      | 5 525 032                | 17,8 / 100,0             |
| 2007 | Jean-Marie Le Pen        | 4.º                      | 3 834 530                | 10,4 / 100,0             |                          |                          |                          |
| 2012 | Marine Le Pen            | 3.º                      | 6 421 426                | 17,9 / 100,0             |                          |                          |                          |
| 2017 | Marine Le Pen            | 2.º                      | 7 658 990                | 21,4 / 100,0             | 2.º                      | 10 644 118               | 33,9 / 100,0             |
| 2022 | Marine Le Pen            | 2.º                      | 8 136 369                | 23,2 / 100,0             | 2.º                      | 13 297 760               | 41,5 / 100,0             |

### Eleições legislativas
| Data | 1ª Volta | 1ª Volta  | 1ª Volta     | 1ª Volta | 2ª Volta | 2ª Volta  | 2ª Volta          | 2ª Volta | Deputados | +/-     | Status            |
| Data | CI.      | Votos     | %            | +/-      | CI.      | Votos     | %                 | +/-      | Deputados | +/-     | Status            |
| ---- | -------- | --------- | ------------ | -------- | -------- | --------- | ----------------- | -------- | --------- | ------- | ----------------- |
| 1973 |          | 108 616   | 0,5 / 100,0  |          |          |           |                   |          | 0 / 491   |         | Extra-parlamentar |
| 1978 |          | 82 743    | 0,3 / 100,0  | 0,2      | 0 / 491  | Estável   | Extra-parlamentar |          |           |         |                   |
| 1981 | 9.º      | 90 422    | 0,4 / 100,0  | 0,1      | 0 / 491  | Estável   | Extra-parlamentar |          |           |         |                   |
| 1986 | 4.º      | 2 703 442 | 9,7 / 100,0  | 9,3      | 35 / 573 | 35        | Oposição          |          |           |         |                   |
| 1988 | 5.º      | 2 359 528 | 9,7 / 100,0  | Estável  | 8.º      | 216 704   | 1,1 / 100,0       |          | 1 / 575   | 34      | Oposição          |
| 1993 | 4.º      | 3 152 543 | 12,6 / 100,0 | 2,9      | 4.º      | 1 168 160 | 5,9 / 100,0       | 4,8      | 1 / 577   | Estável | Oposição          |
| 1997 | 3.º      | 3 800 785 | 14,9 / 100,0 | 2,3      | 4.º      | 1 434 854 | 5,6 / 100,0       | 0,3      | 1 / 577   | Estável | Oposição          |
| 2002 | 3.º      | 2 862 960 | 11,3 / 100,0 | 3,6      | 7.º      | 393 205   | 1,9 / 100,0       | 3,7      | 0 / 577   | 1       | Extra-parlamentar |
| 2007 | 4.º      | 1 116 136 | 4,3 / 100,0  | 7,0      | 12.º     | 17 107    | 0,1 / 100,0       | 1,8      | 0 / 577   | Estável | Extra-parlamentar |
| 2012 | 3.º      | 3 528 373 | 13,6 / 100,0 | 9,3      | 3.º      | 842 684   | 3,7 / 100,0       | 3,6      | 2 / 577   | 2       | Oposição          |
| 2017 | 3.º      | 2 990 454 | 13,2 / 100,0 | 0,4      | 3.º      | 1 590 858 | 8,8 / 100,0       | 5,1      | 8 / 577   | 6       | Oposição          |
| 2022 | 3.º      | 4 248 537 | 18,7 / 100,0 | 5,5      | 3.º      | 3 589 465 | 17,3 / 100,0      | 8,5      | 89 / 577  | 81      | Oposição          |
| 2024 | 1.º      | 9 377 109 | 29,3 / 100,0 | 10,6     | 1.º      | 8 745 063 | 32,1 / 100,0      | 14,8     | 125 / 577 | 36      |                   |

### Eleições europeias
| Data | CI.           | Votos         | %             | +/-           | Deputados     | +/-           |
| ---- | ------------- | ------------- | ------------- | ------------- | ------------- | ------------- |
| 1979 | Não concorreu | Não concorreu | Não concorreu | Não concorreu | Não concorreu | Não concorreu |
| 1984 | 4.º           | 2 210 334     | 11,0 / 100,0  |               | 10 / 81       |               |
| 1989 | 3.º           | 2 129 668     | 11,7 / 100,0  | 0,7           | 10 / 81       | Estável       |
| 1994 | 5.º           | 2 050 086     | 10,5 / 100,0  | 1,2           | 11 / 87       | 1             |
| 1999 | 8.º           | 1 005 225     | 5,7 / 100,0   | 4,8           | 5 / 87        | 6             |
| 2004 | 4.º           | 1 684 947     | 9,8 / 100,0   | 4,1           | 7 / 78        | 2             |
| 2009 | 6.º           | 1 091 691     | 6,3 / 100,0   | 3,5           | 3 / 723 / 74  | 4             |
| 2014 | 1.º           | 4 711 339     | 24,9 / 100,0  | 18,6          | 24 / 74       | 21            |
| 2019 | 1.º           | 5 281 745     | 23,3 / 100,0  | 1,6           | 22 / 74       | 2             |
| 2024 | 1.º           | 7 755 143     | 31,3 / 100,0  | 8,03          | 30 / 81       | 8             |